# Петра Фелке
Петра Фелке, удата Мајер (Залфелд, Тирингија, 30. јул 1959) је бивша Немачка атлетичарка, олимпијска победница која се такмичила за Источну Немачку.
Фелке је тренирала са Рут Фухс у спортском клубу Јена Мотор. Када је Фухсова завршила спортску каријеру, Фелке је преузела вођство у бацању копља. Њен први успех у врху источнонемачке атлетске био је на првенству 1978. године, када је заузела треће место, такав успех остварила је и 1981. Године 1982. и 1983. је била друга, а од 1984. до 1989. је освајила прво место.
9. септембра 1988. је постала прва жена која је икада бацила копље више од 80 метара, односно то је био светски рекорд измерен тачно на 80 метара. Међутим, правила која су била на снази у том тренутку прописивала су да се мерења од 2 cm заокружују на најближи округли број, тако да је готово сигурно да је бацила заиста више од 80 метара.
Свој први светски рекорд је постикла 4. јуна 1985. када је у Шверину бацила 75,26 метара, резултат који је поправила истог дана бацивши 75,40 метара. Њен следећи светски рекорд је постигнут 29. јула 1987. у Лајпцигу, када је бацила 78,90 метара.
На Олимпијским играма 1988. у Сеулу је освојила златну медаљу испред сребрне Фатиме Вајтбред из Британије и своје земљакиње бронзане Беате Кох.
Последње године каријере после уједињења две Немачке, такмичила се за нову државу Немачку.
На врхунцу каријере Фелкеова је била висока 1,72 метра и тешка 64 килограма.